# Mario Schjetnan
Mario Eduardo Schjetnan Garduño (Ciudad de México, 7 de julio de 1945) es un arquitecto y paisajista mexicano egresado de la Universidad Nacional Autónoma de México, cofundador, en el año de 1977 del Grupo de Diseño Urbano, oficina pionera de arquitectura y diseño urbano en la Ciudad de México. 
Schjetnan consigue -según el autor William Thompson-, unir "preocupaciones sociales, estéticas y ecológicas, todo ello mediante la interpretación y celebración de la rica y diversa cultura de México".

## Biografía
Mario Schjetnan nació en la Ciudad de México el	7 de julio de 1945. Su abuelo paterno fue un inmigrante noruego, constructor de ferrocarriles. Su padre, Mario Schjetnan Dantan, fue arquitecto, profesor y diseñador de campos de golf, mientras que su madre fue licenciada en historia, con un especial interés en la literatura y el teatro. 

## Educación
Schjetnan asistió a la Universidad Nacional Autónoma de México (UNAM), donde recibió el grado en arquitectura en 1968. Allí tuvo como profesores a Domingo García Ramos y Félix Candela, y descubrió el trabajo de otros arquitectos como Le Corbusier, Luis Barragán y Louis Kahn, autores que le influenciaron profundamente.  
En 1970, obtuvo una Maestría en Arquitectura del Paisaje y Diseño Urbano en la Facultad de Diseño Ambiental de la Universidad de California en Berkeley. Allí conoció y estudió con figuras como Garrett Eckbo, Robert Royston, Donald Appleyard e Ian McHarg, aprendió teoría de sistemas, planificación ecológica y técnicas de investigación social.  
En 1984, recibió la beca Loeb de la Universidad de Harvard para realizar estudios ambientales avanzados, y en 1985, fue nombrado Loeb Fellow en Estudios Ambientales Avanzados por la Harvard School of Design.  
Hasta la fecha, ha recibido varios doctorados "honoris causa", como por ejemplo el que recibió en 1995 recibió por parte de la Universidad Autónoma de Nuevo León.

## Influencias
El joven Schjetnan fue influenciado por arquitectos como Luis Barragán, Max Cetto y Mario Pani. En cuanto a diseño paisajístico, Schjetnan se sintió atraído de inmediato por las obras de Luis Barragán, Roberto Burle Marx y Lawrence Halprin. También se interesó por la revolución en la obra de artistas de izquierda como Diego Rivera, José Clemente Orozco y Juan O'Gorman. Poco después de graduarse de la universidad, los acontecimientos alrededor del Mayo del 1968 en París y la Masacre de Tlatelolco en la Ciudad de México inspiraron a Schjetnan a trabajar, para cubrir de alguna manera las necesidades de una joven sociedad, en el INFONAVIT (Instituto Federal de Vivienda para los Trabajadores de México). 
Hoy día, Schjetnan se inspira en arquitectos como Norman Foster, Renzo Piano, Tadao Ando y Peter Zumthor, y también en artistas medioambientales como Doug Hollis, Richard Long y James Turrel.

## Obra
En 1977, Mario Schjetnan fundó el Grupo de Diseño Urbano, oficina que hasta la fecha dirige. Entre sus proyectos más destacados se encuentran varios de los primeros parques urbanos de la ciudad, como el Parque Tezozómoc (Ciudad de México, 1982), el Parque Ecológico de Xochimilco (Ciudad de México, 1990), el Parque Bicentenario (Ciudad de México, 2012) y el Parque La Mexicana (Ciudad de México, 2017). En el resto del país, GDU ha creado, entre otros, el Museo de las Culturas en Paquimé (Chihuahua, 1995), el Parque Canal de la Cortadura (Tampico, Tamaulipas, 2017), y el Parque Fluvial Tres Ríos (Culiacán, Sinaloa, 2018).
Además, Mario Schjetnan ha realizado diversos proyectos de paisaje, urbanismo y arquitectura en Estados Unidos, en Chile, en Emiratos Árabes Unidos, en China y en Líbano.

## Academia
En México, Schjetnan ha impartido cátedra en la Universidad Nacional Autónoma de México, en la Universidad Iberoamericana, en el ITESO de Guadalajara y en la Universidad de Baja California. En los Estados Unidos, Schjetnan ha impartido diversos talleres en distintas instituciones como la Universidad de Harvard, la Universidad de California, la Universidad de Virginia, la Universidad de Texas y la Universidad de Arizona. También ha impartido diversas conferencias en Europa, Australia y Sudáfrica.

## Distinciones
- Premio Sir Geoffrey Jellicoe (Máximo galardón de la Federación Internacional de Arquitectus Paisajistas IFLA, 2015).
- Premio Internacional Elise y Walter A. Haas (Otorgado a exalumnos extranjeros de Berkley por su trayectoria, 2019).
- Medalla al Mérito en las Artes (Otorgado por el Congreso de la Ciudad de México, 2022).